# 小行星9228
小行星9228（英語：9228 Nakahiroshi）是一颗围绕太阳公转的小行星。1996年2月11日，小林隆男在大泉天文台发现了此天体。
这颗小行星的绝对星等为211.29341247等。